# Jack Gaylord
John „Jack“ Gaylord (* 20. Juni 1896; † 21. Juli 1984 in San Diego, Kalifornien) war ein US-amerikanischer Filmtechniker und Spezialeffektkünstler, der auf der Oscarverleihung 1952 mit einem Oscar für technische Verdienste ausgezeichnet wurde.

## Leben
Im Jahr 1939 war Gaylord in Victor Flemings Musicalfilm Der Zauberer von Oz im Bereich Ausstattung involviert und assistierte im Bereich Spezialeffekte. 
Gaylord, der für die Metro-Goldwyn-Mayer-Studios, Abteilung Construction Departement, tätig war, wurde 1952 mit einem Technical Achievement Award ausgezeichnet „für die Entwicklung fallenden Schnees aus Balsaholz“ („For the development of balsa falling snow“). 

## Auszeichnung
- Oscar für technische Verdienste Zertifikat der Klasse III
- Oscarverleihung 1952: Technical Achievement Award